# 혹몬현
혹몬현(베트남어: Huyện Hóc Môn / 縣旭門)은 호치민시의 행정 구역 중 하나이다. 2019년을 기준으로 혹몬 현에는 542,243명의 인구가 있고, 전체 면적은 109km2이다.

## 역사
1698년과 1731년, 베트남 북부와 중부의 일부 사람들이 응우옌 가문과 찐 가문 사이의 전란을 피해 혹몬으로 이주를 해왔다. 당시에 이 지역은 미개발 지역이었으며, 호랑이와 같은 야생동물이 자유로이 어슬렁거리는 지역이었다. 그곳 습지대에서 자라는 엄청난 양의 타로 덕분에 새로 정작한 정착민들은 이곳을 타로가 자라는 변방이라는 의미의 혹몬(Hóc Môn)이라고 불렀다. 1885년에는 이곳에서 반란이 발발했다.
지옹 T-로드 교차로는 프랑스 식민지 군대에 의해 1941년 8월 28일 판당러우, 하허이텁(何輝集), 응우옌 티미카이(阮明開), 보반떤(武文秦), 응우옌반꾸(阮文渠)와 같은 독립군 수감자들이 총살된 지역이다.
1997년, 타인록, 안푸동, 떤토이히엡, 동흥투언, 떤토이녓, 떤짜인히엡의 일부, 쩡미떠이의 일부 7개의 사가 분리되어 12군이 되었다.

## 지리
혹몬현은 북쪽으로 꾸찌현에 경계를 접하고, 동쪽으로 트득군과 빈즈엉성과 경계를 접한다. 남쪽으로는 12군과 서쪽으로는 빈짜인현과 빈떤군과 경계를 접한다.

## 행정 구역
혹몬현에는 혹몬 티쩐(市鎭)과 11개의 싸(社)가 있다.

### 티쩐
- 혹몬(Hóc Môn / 旭門)

### 싸
- 바디엠 (Bà Điểm / 婆點)
- 동타인 (Đông Thạnh / 東盛)
- 니빈 (Nhị Bình / 二平)
- 떤히엡 (Tân Hiệp / 新協)
- 떤터이니 (Tân Thới Nhì / 新泰二)
- 떤쑤언 (Tân Xuân / 新春)
- 터이땀톤 (Thới Tam Thôn / 泰三村)
- 쭝짜인 (Trung Chánh / 中正)
- 쑤언터이동 (Xuân Thới Đông / 春泰東)
- 쑤언터이선 (Xuân Thới Sơn / 春泰山)
- 쑤언터이트엉 (Xuân Thới Thượng / 春泰上)